# أميت راي
أميت راي (بالإنجليزية: Amit Ray)‏ هو كاتب هندي، ولد في 12 أغسطس 1960 في الهند.